# Tanaoneura matamata
Tanaoneura matamata är en stekelart som beskrevs av Lasalle 1987. Tanaoneura matamata ingår i släktet Tanaoneura och familjen Tanaostigmatidae. Inga underarter finns listade i Catalogue of Life.